# Mundial de Clubes FIFA de 2025 – Grupo D
O grupo D do Mundial de Clubes FIFA de 2025 ocorreu entre 16 e 24 de junho de 2025. O grupo foi formado por Flamengo, Chelsea, Espérance de Tunis e Los Angeles FC, com as duas primeiras equipes avançando para as oitavas de final, respectivamente.

## Equipes
| Inscrição | Equipe             | Confederação | Método de qualificação                          | Data de qualificação |                      |          |          |                                                 |                     |
| --------- | ------------------ | ------------ | ----------------------------------------------- | -------------------- | -------------------- | -------- | -------- | ----------------------------------------------- | ------------------- |
| Inscrição | Equipe             | Confederação | Método de qualificação                          | Data de qualificação | A1 (cabeça-de-chave) | Flamengo | CONMEBOL | Campeão da Copa Libertadores da América de 2022 | 14 de março de 2023 |
| A2        | Espérance de Tunis | CAF          | Classificação de 4 anos da CAF                  | 26 de abril de 2024  |                      |          |          |                                                 |                     |
| A3        | Chelsea            | UEFA         | Campeão da Liga dos Campeões da UEFA de 2020–21 | 14 de março de 2023  |                      |          |          |                                                 |                     |
| A4        | Los Angeles FC     | CONCACAF     | Partida extra entre Los Angeles FC e América    | 31 de maio de 2025   |                      |          |          |                                                 |                     |

## Encontros anteriores
- Flamengo x Espérance de Tunis:
  - 1993, amistoso, Flamengo 1-0 Espérance de Tunis
- Chelsea x Los Angeles FC: nenhum
- Flamengo x Chelsea: 
  - 1998, amistoso, Chelsea 5-0 Flamengo
- Los Angeles FC x Espérance de Tunis: nenhum
- Los Angeles FC x Flamengo: nenhum
- Espérance de Tunis x Chelsea: nenhum

## Classificação
| Pos | Equipe             | Pts | J | V | E | D | GP | GC | SG | Classificação ou descenso |
| --- | ------------------ | --- | - | - | - | - | -- | -- | -- | ------------------------- |
| 1   | Flamengo           | 7   | 3 | 2 | 1 | 0 | 6  | 2  | +4 | Oitavas de final          |
| 2   | Chelsea            | 6   | 3 | 2 | 0 | 1 | 6  | 3  | +3 | Oitavas de final          |
| 3   | Espérance de Tunis | 3   | 3 | 1 | 0 | 2 | 1  | 5  | −4 |                           |
| 4   | Los Angeles FC     | 1   | 3 | 0 | 1 | 2 | 1  | 4  | −3 |                           |

## Partidas
As partidas seguem os fusos horários UTC-4 e UTC-5.

### Chelsea x Los Angeles FC
| 16 de junho   | Chelsea                  | 2 – 0            | Los Angeles FC | Mercedes-Benz Stadium, Atlanta                |
| 15:00 (UTC−4) | Neto 34' · Fernández 79' | Relatório (FIFA) |                | Público: 22 137 Árbitro: VEN Jesús Valenzuela |

| Chelsea | Los Angeles FC |

| G              | 1  | Robert Sánchez     |     |     |
| LD             | 24 | Reece James        | 36' | 46' |
| Z              | 4  | Tosin Adarabioyo   | 45' |     |
| Z              | 6  | Levi Colwill       |     |     |
| LE             | 3  | Marc Cucurella     | 75' |     |
| M              | 25 | Moisés Caicedo     |     | 84' |
| M              | 45 | Roméo Lavia        |     | 46' |
| M              | 10 | Cole Palmer        |     | 84' |
| A              | 7  | Pedro Neto         |     |     |
| A              | 15 | Nicolas Jackson    |     | 64' |
| A              | 11 | Noni Madueke       |     | 64' |
| Substituições: |    |                    |     |     |
| M              | 8  | Enzo Fernández     |     | 46' |
| Z              | 27 | Malo Gusto         |     | 46' |
| A              | 32 | Tyrique George     |     | 64' |
| A              | 9  | Liam Delap         |     | 64' |
| M              | 14 | Dário Essugo       |     | 84' |
| A              | 18 | Christopher Nkunku |     | 84' |
| Treinador:     |    |                    |     |     |
| Enzo Maresca   |    |                    |     |     |

| G                | 1  | Hugo Lloris       |       |     |
| LD               | 14 | Sergi Palencia    | 90+2' |     |
| Z                | 33 | Aaron Long        |       |     |
| Z                | 4  | Eddie Segura      |       |     |
| LE               | 24 | Ryan Hollingshead |       |     |
| M                | 6  | Igor Jesus        |       | 81' |
| M                | 8  | Mark Delgado      |       | 87' |
| M                | 11 | Timothy Tillman   |       | 87' |
| A                | 27 | Nathan Ordaz      |       | 38' |
| A                | 17 | Jeremy Ebobisse   |       | 46' |
| A                | 99 | Denis Bouanga     |       |     |
| Substituições:   |    |                   |       |     |
| A                | 30 | David Martínez    | 58'   | 38' |
| A                | 9  | Olivier Giroud    |       | 46' |
| M                | 23 | Frankie Amaya     |       | 81' |
| M                | 20 | Yaw Yeboah        |       | 87' |
| Z                | 5  | Marlon Santos     |       | 87' |
| Treinador:       |    |                   |       |     |
| Steve Cherundolo |    |                   |       |     |

| Homem do Jogo: Pedro Neto Bandeirinhas: Jorge Urrego Tulio Moreno Quarto árbitro: Jean-Jacques Ndala Árbitro assistente de vídeo: Juan Soto Árbitros assistentes de árbitro de vídeo: Hernán Mastrángelo Alejandro Hernández Hernández |

### Flamengo x Espérance de Tunis
| 16 de junho   | Flamengo                         | 2 – 0            | Espérance de Tunis | Lincoln Financial Field, Filadélfia         |
| 21:00 (UTC−4) | Arrascaeta 17' · Luiz Araújo 70' | Relatório (FIFA) |                    | Público: 25 797 Árbitro: NED Danny Makkelie |

| Flamengo | Espérance de Tunis |

| G              | 1  | Agustín Rossi          |     |       |
| LD             | 2  | Guillermo Varela       |     |       |
| Z              | 3  | Léo Ortiz              |     |       |
| Z              | 4  | Leo Pereira            |     |       |
| LE             | 6  | Ayrton Lucas           |     |       |
| M              | 5  | Erick Pulgar           |     |       |
| M              | 21 | Jorginho               |     | 74'   |
| M              | 8  | Luiz Araújo            |     | 90+1' |
| M              | 10 | Giorgian De Arrascaeta |     | 73'   |
| M              | 7  | Gerson                 |     | 65'   |
| A              | 9  | Pedro                  |     | 65'   |
| Substituições: |    |                        |     |       |
| A              | 27 | Bruno Henrique         | 84' | 65'   |
| A              | 50 | Gonzalo Plata          |     | 65'   |
| A              | 30 | Michael                |     | 73'   |
| M              | 29 | Allan                  |     | 74'   |
| A              | 11 | Everton                |     | 90+1' |
| Treinador:     |    |                        |     |       |
| Filipe Luís    |    |                        |     |       |

| G              | 32 | Bechir Ben Saïd          |     |     |
| LD             | 2  | Mohamed Ben Ali          | 25' | 84' |
| Z              | 5  | Yassine Meriah           |     |     |
| Z              | 15 | Mohamed Amine Tougai     | 69' |     |
| LE             | 20 | Mohamed Amine Ben Hamida |     |     |
| M              | 38 | Khalil Guenichi          | 64' | 75' |
| M              | 14 | Onuche Ogbelu            |     |     |
| M              | 10 | Yan Sasse                |     | 46' |
| M              | 36 | Chiheb Jebali            |     | 46' |
| M              | 11 | Youcef Belaïli           | 38' |     |
| A              | 9  | Rodrigo Rodrigues        |     | 75' |
| Substituições: |    |                          |     |     |
| M              | 21 | Abdramane Konaté         |     | 46' |
| A              | 24 | Elias Mokwana            |     | 46' |
| A              | 19 | Achref Jabri             |     | 75' |
| M              | 4  | Mohamed Wael Derbali     |     | 75' |
| LD             | 13 | Raed Bouchniba           |     | 84' |
| Treinador:     |    |                          |     |     |
| Maher Kanzari  |    |                          |     |     |

| Homem do Jogo: Giorgian De Arrascaeta Bandeirinhas: Hessel Steegstra Jan de Vries Quarto árbitro: Ma Ning Árbitro assistente de vídeo: Rob Dieperink Árbitros assistentes de árbitro de vídeo: Fu Ming Tomasz Kwiatkowski |

### Flamengo x Chelsea
| 20 de junho   | Flamengo                                          | 3 – 1            | Chelsea  | Lincoln Financial Field, Filadélfia      |
| 14:00 (UTC−4) | Bruno Henrique 62' · Danilo 65' · Wallace Yan 83' | Relatório (FIFA) | Neto 13' | Público: 54 619 Árbitro: SLV Iván Barton |

| Flamengo | Chelsea |

| G              | 1  | Agustín Rossi          |       |       |
| LD             | 43 | Wesley França          |       | 82'   |
| Z              | 13 | Danilo                 |       |       |
| Z              | 4  | Leo Pereira            |       |       |
| LE             | 6  | Ayrton Lucas           |       |       |
| M              | 5  | Erick Pulgar           | 85'   |       |
| M              | 21 | Jorginho               |       |       |
| M              | 8  | Gerson                 | 74'   | 82'   |
| M              | 10 | Giorgian De Arrascaeta |       | 56'   |
| A              | 7  | Luiz Araújo            |       | 90+2' |
| A              | 50 | Gonzalo Plata          | 90+2' | 90+2' |
| Substituições: |    |                        |       |       |
| A              | 27 | Bruno Henrique         |       | 56'   |
| LD             | 2  | Varela                 |       | 82'   |
| A              | 64 | Wallace Yan            |       | 82'   |
| A              | 9  | Pedro                  |       | 90+2' |
| A              | 30 | Michael                |       | 90+2' |
| Treinador:     |    |                        |       |       |
| Filipe Luís    |    |                        |       |       |

| G              | 1  | Robert Sánchez  |       |     |
| LD             | 27 | Malo Gusto      |       |     |
| Z              | 23 | Trevoh Chalobah |       |     |
| Z              | 6  | Levi Colwill    |       |     |
| LE             | 3  | Marc Cucurella  |       |     |
| M              | 24 | Reece James     |       | 64' |
| M              | 25 | Moisés Caicedo  | 11'   |     |
| M              | 8  | Enzo Fernández  |       | 82' |
| A              | 10 | Cole Palmer     |       | 82' |
| A              | 9  | Liam Delap      | 45+2' | 64' |
| A              | 7  | Pedro Neto      | 23'   |     |
| Substituições: |    |                 |       |     |
| A              | 15 | Nicolas Jackson | 68'   | 64' |
| M              | 45 | Roméo Lavia     |       | 64' |
| A              | 38 | Marc Guiu       |       | 82' |
| A              | 11 | Noni Madueke    |       | 82' |
| Treinador:     |    |                 |       |     |
| Enzo Maresca   |    |                 |       |     |

| Homem do Jogo: Bruno Henrique Bandeirinhas: David Morán Henry Pupiro Quarto árbitro: Ma Ning Árbitro assistente de vídeo: Guillermo Pacheco Árbitros assistentes de árbitro de vídeo Érick Galindo Carlos del Cerro Grande |

### Los Angeles FC x Espérance de Tunis
| 20 de junho   | Los Angeles FC | 0 – 1            | Espérance de Tunis | Geodis Park, Nashville                   |
| 17:00 (UTC−5) |                | Relatório (FIFA) | Belaïli 70'        | Público: 13 651 Árbitro: NOR Espen Eskås |

| Los Angeles FC | Espérance de Tunis |

| G                | 1  | Hugo Lloris       |     |     |
| LD               | 14 | Sergi Palencia    |     |     |
| Z                | 33 | Aaron Long        |     |     |
| Z                | 4  | Eddie Segura      |     |     |
| LE               | 24 | Ryan Hollingshead |     | 80' |
| M                | 6  | Igor Jesus        |     |     |
| M                | 8  | Mark Delgado      |     | 80' |
| M                | 11 | Timothy Tillman   | 23' | 80' |
| A                | 30 | David Martínez    |     | 46' |
| A                | 9  | Olivier Giroud    |     | 87' |
| A                | 99 | Denis Bouanga     |     |     |
| Substituições:   |    |                   |     |     |
| A                | 26 | Javairô Dilrosun  |     | 46' |
| Z                | 5  | Marlon            |     | 80' |
| A                | 20 | Yaw Yeboah        |     | 80' |
| M                | 23 | Frankie Amaya     |     | 80' |
| A                | 17 | Jeremy Ebobisse   |     | 87' |
| Treinador:       |    |                   |     |     |
| Steve Cherundolo |    |                   |     |     |

| G              | 32 | Bechir Ben Saïd          |     |       |
| LD             | 2  | Mohamed Ben Ali          |     |       |
| Z              | 5  | Yassine Meriah           |     |       |
| Z              | 15 | Mohamed Amine Tougai     |     |       |
| LE             | 20 | Mohamed Amine Ben Hamida |     |       |
| M              | 38 | Khalil Guenichi          |     |       |
| M              | 14 | Onuche Ogbelu            |     |       |
| M              | 24 | Elias Mokwana            |     | 61'   |
| M              | 21 | Abdramane Konaté         |     | 76'   |
| M              | 11 | Youcef Belaïli           | 53' | 90+1' |
| A              | 9  | Rodrigo Rodrigues        |     | 61'   |
| Substituições: |    |                          |     |       |
| A              | 10 | Yan Sasse                | 64' | 61'   |
| A              | 19 | Achref Jabri             |     | 61'   |
| M              | 4  | Mohamed Wael Derbali     |     | 76'   |
| Z              | 6  | Hamza Jelassi            |     | 90+1' |
| Treinador:     |    |                          |     |       |
| Maher Kanzari  |    |                          |     |       |

| Homem do Jogo: Youcef Belaïli Bandeirinhas: Jan Erik Engan Isaak Bashevkin Quarto árbitro: Jean-Jacques Ndala Árbitro assistente de vídeo: Tomasz Kwiatkowski Árbitros assistentes de árbitro de vídeo Bram Van Driessche Mohammed Obaid Khadim |

### Los Angeles FC x Flamengo
| 24 de junho   | Los Angeles FC | 1 – 1            | Flamengo        | Camping World Stadium, Orlando             |
| 21:00 (UTC−4) | Bouanga 84'    | Relatório (FIFA) | Wallace Yan 86' | Público: 32 933 Árbitro: QAT Salman Falahi |

| Los Angeles FC | Flamengo |

| G                | 1  | Hugo Lloris       |       |     |
| Z                | 5  | Marlon Santos     |       | 46' |
| Z                | 33 | Aaron Long        |       |     |
| Z                | 4  | Eddie Segura      |       |     |
| M                | 14 | Sergi Palencia    |       |     |
| M                | 6  | Igor Jesus        | 45+4' |     |
| M                | 8  | Mark Delgado      | 75'   | 89' |
| M                | 24 | Ryan Hollingshead |       |     |
| A                | 26 | Javairô Dilrosun  |       | 61' |
| A                | 99 | Denis Bouanga     |       |     |
| A                | 30 | David Martínez    |       | 70' |
| Substituições::  |    |                   |       |     |
| Z                | 29 | Artem Smolyakov   |       | 46' |
| A                | 9  | Olivier Giroud    |       | 61' |
| M                | 11 | Timothy Tillman   |       | 70' |
| M                | 23 | Frankie Amaya     |       | 89' |
| Treinador:       |    |                   |       |     |
| Steve Cherundolo |    |                   |       |     |

| G              | 1  | Agustín Rossi          |  |     |
| LD             | 2  | Guillermo Varela       |  |     |
| Z              | 3  | Léo Ortiz              |  |     |
| Z              | 13 | Danilo                 |  |     |
| LE             | 26 | Alex Sandro            |  | 82' |
| M              | 52 | Evertton Araújo        |  | 82' |
| M              | 29 | Allan                  |  |     |
| A              | 7  | Luiz Araújo            |  | 71' |
| M              | 10 | Giorgian de Arrascaeta |  | 71' |
| A              | 11 | Everton                |  | 59' |
| A              | 9  | Pedro                  |  | 82' |
| Substituições: |    |                        |  |     |
| A              | 30 | Michael                |  | 59' |
| A              | 27 | Bruno Henrique         |  | 71' |
| A              | 64 | Wallace Yan            |  | 71' |
| LE             | 17 | Matías Viña            |  | 82' |
| M              | 21 | Jorginho               |  | 82' |
| A              | 23 | Juninho                |  | 82' |
| Treinador:     |    |                        |  |     |
| Filipe Luís    |    |                        |  |     |

| Homem do Jogo: Giorgian de Arrascaeta Bandeirinhas: Ramzan Al-Naemi Majid Al-Shammari Quarto árbitro: Juan Gabriel Benítez Árbitro assistente de vídeo: Mohammed Obaid Khadim Árbitros assistentes de árbitro de vídeo: Khamis Al-Marri Tomasz Kwiatkowski |

### Espérance de Tunis x Chelsea
| 24 de junho   | Espérance de Tunis | 0 – 3            | Chelsea                                       | Lincoln Financial Field, Filadélfia      |
| 21:00 (UTC−4) |                    | Relatório (FIFA) | Adarabioyo 45+3' · Delap 45+5' · George 90+7' | Público: 32 967 Árbitro: ARG Yael Falcón |

| Espérance de Tunis | Chelsea |

| G              | 32            | Bechir Ben Saïd          |       |     |
| LD             | 2             | Mohamed Ben Ali          | 90+6' |     |
| Z              | 5             | Yassine Meriah           |       |     |
| Z              | 15            | Mohamed Amine Tougai     |       |     |
| LE             | 20            | Mohamed Amine Ben Hamida |       |     |
| M              | 38            | Khalil Guenichi          |       | 72' |
| M              | 14            | Onuche Ogbelu            | 90+2' |     |
| A              | 24            | Elias Mokwana            |       | 46' |
| M              | 10            | Yan Sasse                |       | 83' |
| A              | 21            | Abdramane Konaté         |       | 83' |
| A              | 19            | Achref Jabri             |       | 56' |
| Substituições: |               |                          |       |     |
| M              | 4             | Mohamed Wael Derbali     | 87'   | 46' |
| A              | 9             | Rodrigo Rodrigues        |       | 56' |
| Z              | 13            | Raed Bouchniba           |       | 72' |
| M              | 8             | Houssem Tka              |       | 83' |
| A              | 36            | Chiheb Jebali            |       | 83' |
| Treinador:     |               |                          |       |     |
| Maher Kanzari  | Maher Kanzari | Maher Kanzari            | 46'   |     |

| G              | 12 | Filip Jörgensen       |  |     |
| LD             | 34 | Josh Acheampong       |  |     |
| Z              | 4  | Tosin Adarabioyo      |  |     |
| Z              | 5  | Benoît Badiashile     |  |     |
| LE             | 27 | Malo Gusto            |  | 82' |
| M              | 45 | Roméo Lavia           |  | 59' |
| M              | 18 | Christopher Nkunku    |  |     |
| M              | 8  | Enzo Fernández        |  | 67' |
| A              | 22 | Kiernan Dewsbury-Hall |  |     |
| A              | 9  | Liam Delap            |  | 59' |
| A              | 11 | Noni Madueke          |  | 67' |
| Substituições: |    |                       |  |     |
| A              | 38 | Marc Guiu             |  | 59' |
| M              | 14 | Dário Essugo          |  | 59' |
| A              | 32 | Tyrique George        |  | 67' |
| M              | 17 | Andrey Santos         |  | 67' |
| Z              | 19 | Mamadou Sarr          |  | 82' |
| Treinador:     |    |                       |  |     |
| Enzo Maresca   |    |                       |  |     |

| Homem do Jogo: Tosin Adarabioyo Bandeirinhas: Maximiliano Del Yesso Facundo Rodríguez Quarto árbitro: Ma Ning Árbitro assistente de vídeo: Nicolás Gallo Árbitros assistentes de árbitro de vídeo: Hernán Mastrángelo Carlos del Cerro Grande |

## Disciplina
Os pontos de fair play serão usados como critério de desempate se os registros gerais e de confronto direto das equipes estiverem empatados. Estes são calculados com base nos cartões amarelos e vermelhos recebidos em todas as partidas do grupo da seguinte forma:
- primeiro cartão amarelo: menos 1 ponto
- cartão vermelho indireto (segundo cartão amarelo): menos 3 pontos
- cartão vermelho direto: menos 4 pontos
- cartão amarelo e cartão vermelho direto: menos 5 pontos

Apenas uma das deduções acima pode ser aplicada a um jogador em uma única partida.
| Time               | Jogo 1                        | Jogo 1                            | Jogo 1  | Jogo 1               | Jogo 2                        | Jogo 2                            | Jogo 2  | Jogo 2               | Jogo 3                        | Jogo 3                            | Jogo 3  | Jogo 3               | Pontos |
| Time               | Penalizado com cartão amarelo | Penalizado · Penalizado · Expulso | Expulso | Penalizado · Expulso | Penalizado com cartão amarelo | Penalizado · Penalizado · Expulso | Expulso | Penalizado · Expulso | Penalizado com cartão amarelo | Penalizado · Penalizado · Expulso | Expulso | Penalizado · Expulso | Pontos |
| ------------------ | ----------------------------- | --------------------------------- | ------- | -------------------- | ----------------------------- | --------------------------------- | ------- | -------------------- | ----------------------------- | --------------------------------- | ------- | -------------------- | ------ |
| Flamengo           | 1                             |                                   |         |                      | 3                             |                                   |         |                      |                               |                                   |         |                      | -4     |
| Espérance de Tunis | 4                             |                                   |         |                      | 2                             |                                   |         |                      | 4                             |                                   |         |                      | -10    |
| Chelsea            | 3                             |                                   |         |                      | 3                             |                                   | 1       |                      |                               |                                   |         |                      | -10    |
| Los Angeles FC     | 2                             |                                   |         |                      | 1                             |                                   |         |                      | 2                             |                                   |         |                      | -5     |